# Upplands runinskrifter 83
Upplands runinskrifter 83 är en försvunnen vikingatida runsten som funnits vid Järfälla kyrka, Järfälla socken och Järfälla kommun. Olof Celsius skrev 1728 om denna runsten som låg utanför Järfälla kyrkas vapenhusdörr. Han beskrev den som "förlorad och utnött". Stenen är emellertid är försvunnen sedan dess.